# Station Boulevarden
Station Boulevarden is een spoorweghalte in Varde, een dorp in Denemarken. De halte ligt aan de spoorlijn Varde - Tarm tussen de stations Varde en Varde Vest. De halte wordt  bediend door de treinen van Esbjerg naar Nørre Nebel. Treinen stoppen enkel op verzoek.